# Nelli Cooman
Nelli Cooman, född den 6 juni 1964 i Paramaribo på Surinam, är en nederländsk före detta friidrottare som tävlade i kortdistanslöpning. Under ett par år tävlade hon under namnet Nelli Fiere-Cooman.
Cooman var under 1980-talet en av världens främsta utövare på 60 meter. Hon vann två VM-guld på distansen och hela sex EM-guld. Hennes 7,00 som hon noterade vid inomhus-EM 1986 var under ett par år världsrekord på distansen och hon är fortfarande topp tio genom tiderna. 
På 100 meter blev hon bronsmedaljör vid EM 1986 och hon deltog vid VM 1987 där hon blev utslagen i semifinalen.

## Personliga rekord
- 60 meter - 7,00 från 1986
- 100 meter - 11,08 från 1986